# Les Paysages de la nuit
Les Paysages de la nuit est une bande dessinée en couleur directe d'Alex Barbier publiée en 1994 par les éditions Delcourt.

## Thème
Dans un monde dominé par les robots, un humain vient enquêter et traquer un meurtrier qui sévit dans un petit village des Pyrénées-Orientales, situé au pied du Canigou.

## Reportage
Dans un reportage de 1994 intitulé Les Paysages de la nuit (Cité internationale de la bande dessinée et de l'image), réalisé par Jean-Pierre Delvalle et scénarisé et présenté par Thierry Groensteen, Alex Barbier nous présente le village pyrénéen de Fillols qui constitue le cadre de la bande dessinée.

## Publication
- Delcourt (Collection Neopolis) (1994 - première édition)  (ISBN 2-84055-026-1)

### Documentation
- Évariste Blanchet, « La Chair, la Paranoïa et la Mort », Critix, no 5,‎ printemps 1994, p. 12.